# Kudzanai Chiurai
Kudzanai Chiurai (nascido em 1981) é um artista e ativista zimbabuano. O seu repertório de arte combina o uso de mídia mista para abordar e lidar com questões sociais, políticas e culturais no Zimbábue. Desde a sua primeira exposição individual em 2003, as suas obras de arte foram expostas no Museu de Arte Moderna de Nova York, no Museu de Arte Moderna de Frankfurt, no Museu Victoria and Albert de Londres e na Documenta de Kassel na Alemanha. Forbes listou-o entre "treze africanos a prestar atenção em 2013".

## Juventude e carreira
Chiurai nasceu em 1981 em Harare, a capital do Zimbábue, mas passou a maior parte dos seus últimos anos na África do Sul, onde se tornou o primeiro estudante negro a se formar com bacharelado em Belas Artes pela Universidade de Pretória.
Ele começou a sua carreira pintando paisagens e retratos até deixar o seu país para a África do Sul, onde desenvolveu interesse em usar a arte como uma forma de ativismo. Em 2004, Chiurai partiu em um exílio auto-imposto após receber ameaças de prisão após a exibição de Rau Rau e da Batalha do Zimbábue, duas controversas obras de arte que retrataram Robert Mugabe como uma figura demoníaca durante as eleições gerais de 2008 no Zimbábue.
Em 2012, a sua curta-metragem Iyeza foi exibida no Festival de Cinema de Sundance de 2013.

## Mercado de arte
Várias de suas obras foram vendidas no mercado de arte, incluindo a sua pintura Fried Chicken, que foi vendida por US$ 9.447 na Stephan Welz & Co., 'Decorative & Fine Arts' da Cidade do Cabo em 2013.